# Funktionshäftling
Ein Funktionshäftling war ein Gefangener im Konzentrationslager-System, der von SS-Bewachern als Aufseher im Arbeitseinsatz oder zu anderen Kontroll-, Ordnungs- und Verwaltungsaufgaben gegenüber Mitgefangenen eingesetzt wurde. Funktionshäftlinge wurden von der Lager-SS vornehmlich in Konzentrations- und Arbeitslagern eingesetzt. Solange sie ihre Aufgaben zur Zufriedenheit der Bewacher erledigten, blieben ihnen Übergriffe und körperliche Schwerstarbeit erspart, und sie erhielten überdies Vergünstigungen, die die Chancen eines Überlebens im KZ vergrößerten.

## System der Funktionshäftlinge
Neben der Lagermannschaft innerhalb der Organisationsstruktur der SS wurde mit den „Funktionshäftlingen“ eine zweite Lagerhierarchie geschaffen, die die große Zahl der KZ-Häftlinge kontrollierbarer, beherrschbarer machte. Durch die so instrumentalisierte Häftlingsgruppe wurden SS-Personal und Kosten eingespart. Bis zu zehn Prozent der Häftlinge waren Funktionshäftlinge. Verglichen mit heutigen Haftanstalten konnte das NS-Regime die Anzahl des SS-Personals, das unmittelbar Kontakt mit den Häftlingen hatte, sehr niedrig halten. Ohne die Funktionshäftlinge hätte die SS-Lagerleitung nicht den reibungslosen Ablauf des Lageralltags sichern können.
Zum anderen delegierte die SS einen geringen Teil ihrer Macht an die Funktionshäftlinge. Sie ließ sie als verhasste Handlanger erscheinen. Dadurch wurden die Häftlingsgruppen gegeneinander aufgehetzt und zusätzlich gespalten. Unter den verschiedenen Nationalitäten wie auch zwischen den vielen Häftlingsgruppen entstanden Spannungen. Nachgerade ein Topos ist die Brutalität der „kriminellen Kapos“, der Funktionäre aus dem Kreis der „Berufsverbrecher“, die wegen ihrer Kennzeichnung aus der Gruppe verurteilter Strafgefangener auch „Grüne“ genannt wurden. Manche der Funktionshäftlinge standen den Schergen der SS in Brutalität nicht nach, andere versuchten Mitgefangene zu schützen.
Als „zentrales Herrschaftsinstrument“ in den Konzentrationslagern entstand so die „Häftlings-Selbstverwaltung“, wie der zeitgenössische euphemistische SS-Begriff lautete.
Es kam zu einer Perpetuierung der Täter-Opfer-Kette (aus Opfern wurden Täter, aus Tätern wurden Opfer) innerhalb dieser hervorgehobenen Häftlingsgruppe. Die ständige Überwachung und permanente Strafandrohung ließ sowohl allgegenwärtiges Misstrauen als auch Egoismus als Überlebensstrategie aufkommen. Auch die ständige Leugnung der Menschenwürde beeinträchtigte das Zusammenleben der Häftlinge.

## Hierarchie und einzelne Funktionen
Im Lager selbst waren wichtige Funktionsträger Lagerälteste, Blockälteste und Stubenälteste. Die höchste Position, die ein Häftling erreichen konnte, war die des Lagerältesten.
- Der Lagerälteste war unmittelbar dem Schutzhaftlagerführer (Lagerkommandantur) unterstellt, musste dessen Befehle umsetzen, die er an die Blockältesten zu delegieren hatte. Er musste für den reibungslosen Ablauf des Lageralltags sorgen und übergeordnete Vorschriften einhalten. Bei der Besetzung von Funktionsstellen hatte der Lagerälteste de facto ein Vorschlagsrecht. Mit den für sein Überleben wichtigen Privilegien wie der Sonderverpflegung oder einem eigenen Raum und Zivilkleidung war er ständig vom Wohlwollen der SS abhängig.
- Der Blockälteste (weibliche Blockälteste auch in der polnischen Form als Blokowa bezeichnet) war für „seinen Block“ verantwortlich und hatte die Aufgabe, die vom Lagerältesten gestellten Anforderungen an die Stubenältesten weiterzugeben.
- Der Stubenälteste war für die Hygiene und Ordnung in den jeweiligen Stuben (Schlafräumen) eines Barackenblocks zuständig, zum Beispiel für die Lauskontrolle.

Weitere Funktionshäftlinge arbeiteten in der Verwaltung des Lagers, in der Schreibstube und Arbeitsstatistik, als Kantinenmann, in den Versorgungseinrichtungen wie Küche, Wäscherei und Magazinen oder im Krankenrevier als Pfleger und Häftlingsärzte. In den letzten Kriegsjahren wurden Häftlinge im „Lagerschutz“ als Lagerpolizei eingesetzt.

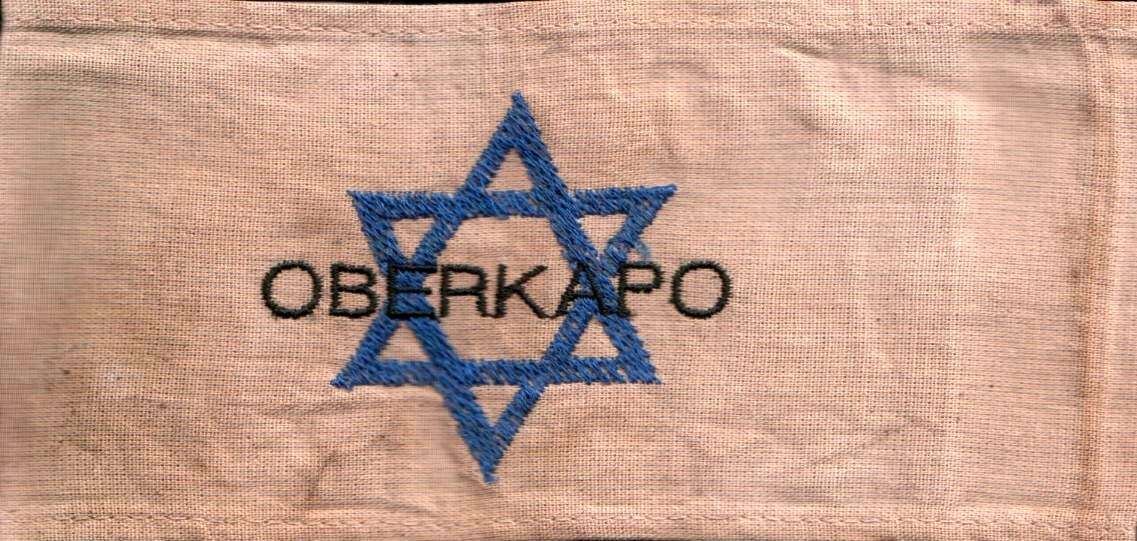
Armbinde eines Oberkapos

Bei Arbeitseinsätzen außerhalb des Lagers wurden Funktionshäftlinge als Vorarbeiter, Kapos oder Oberkapos eingesetzt. Wenn diese die erschöpften Häftlinge brutal antrieben, wurden Opfer zu Tätern. Teilweise missbrauchten sie ihre Macht zu sadistischen Übergriffen und verübten Verbrechen, bei denen Mithäftlinge zu Tode kamen.
- Oberkapo: Anführer einer Kapogruppe. In der Regel mit Befehlsgewalt im Arbeitseinsatz gegenüber den Kapos, die aber von der SS vorgegeben waren und von ihm umzusetzen waren.
- Kapo: Eine Art Hilfstruppe, die Befehle vom Oberkapo bekam. Wachmannschaft im Arbeitseinsatz und beim Transport zum und vom Einsatzort dafür verantwortlich, dass die KZ-Häftlinge zu den Arbeitsstätten gebracht wurden.

Oft konnten Funktionshäftlinge Mithäftlinge in günstigere Wohnblocks einweisen, ihnen zu einer leichteren Arbeit verhelfen, sie ausnahmsweise von Transportlisten streichen oder gar ihre Identität verschleiern, um sie vor Nachstellungen zu schützen. Oftmals beschränkten sie solche Hilfeleistungen allerdings auf die Zugehörigen der „eigenen“ Häftlingsgruppe: als Pole, als Franzose etc. Die Funktionshäftlinge standen in ihrer Zwischenstellung auf einer schwierigen Position in der Hierarchie zwischen der SS und den Haftinsassen. Dies war beabsichtigt, wie aus einer Rede Himmlers hervorgeht:

„In dem Moment, wo er Kapo ist, schläft er nicht mehr bei denen. Er ist verantwortlich, dass die Arbeitsleistung erreicht wird, dass sie sauber sind, dass die Betten gut gebaut sind. […] Er muss also seine Männer antreiben. In dem Moment, wo wir mit ihm unzufrieden sind, ist der nicht mehr Kapo, schläft er wieder bei seinen Männern. Dass er dann von denen in der ersten Nacht totgeschlagen wird, das weiß er.“

Ein eifriger Funktionshäftling konnte als SS-Günstling eine „Lagerkarriere“ machen und vom Kapo zum Oberkapo und schließlich zum Lagerältesten aufsteigen. Er konnte aber auch wegen (vermeintlicher) Befehlsmissachtung „ins Gas geschickt“ werden.

## Deutungen
Der Journalist József Debreczeni beschrieb bereits 1950, in seinem bis in die 2020er Jahre wenig beachtetem autobiografischen Bericht (dt. Fassung Kaltes Krematorium erschien 2024), die „Lageraristokratie“ und „komplizierte Hierarchie der Parias“ mit soziologischer Präzision.
Die Historikerin Karin Orth urteilte: „Wohl kaum eine Maßnahme der SS war perfider als ihr Versuch, die Ausführung von Terror und Gewalt an die Opfer zu delegieren.“
Quellenkritische Betrachtungen berücksichtigen, dass die meisten Häftlingsberichte von politischen Häftlingen stammen und die Wahrnehmung und Erlebnisse der Mehrheit nur unzureichend widerspiegelten. Eine große Rolle nimmt in den Erinnerungen der deutschen politischen Gefangenen der erbitterte Kampf um einflussreiche Funktionsstellen ein, die von „Berufsverbrechern“ besetzt waren. Dabei wird als Hauptfeind vielfach nicht die SS, sondern der „grüne“ Kapo herausgestellt.
Die verbreitete Annahme, dass die SS gezielt und vorrangig „Berufsverbrecher“ in Funktionsstellen eingesetzt habe, lässt sich durch die bisher abgeschlossenen lokalen Untersuchungen nicht verifizieren. Den „BV-Funktionshäftlingen“ wird überwiegend eine negative Rolle zugeschrieben; doch lassen genauere Untersuchungen eine solche Verallgemeinerung als ungerechtfertigt erscheinen.
Eine andere Untersuchung zeigt, dass der Häftlingseinsatz im KZ Buchenwald von den politischen Gefangenen in Funktionsstellen gesteuert wurde. Dabei bedeutete die Rückstellung eines Häftlings, der einem Transport in ein todbringendes Arbeitslager wie KZ Mittelbau-Dora zugeteilt war, dessen Rettung. Zugleich aber bleibt dieser „Opfertausch“ moralisch angreifbar, weil der Gerettete stets ein Mitglied der eigenen Gruppe war.
Der KZ-Überlebende Eugen Kogon berichtete:

„Das Lagersystem verdankte seine Stabilität nicht zuletzt einer Hilfstruppe von Kapos, die den Alltagsbetrieb aufrecht erhielten und das SS-Personal entlasteten. Dadurch wurde absolute Macht allgegenwärtig. Ohne die Delegation der Macht hätte sich das System der Disziplin und Überwachung umgehend aufgelöst. Dabei war die Rivalität um die Aufsichts-, Verwaltungs- und Versorgungsposten für die SS nur eine willkommene Gelegenheit, um die Fraktion der Häftlinge gegeneinander auszuspielen und sie in Abhängigkeit zu halten. Der normale Gefangene war jedoch einer doppelten Obrigkeit ausgeliefert, der SS, die häufig kaum mehr im Lager erschien, und den Funktionshäftlingen, die immerzu da waren.“

Abgrenzung:
Ausgesuchte reichsdeutsche „kriminelle“ KZ-Häftlinge wurden ab Oktober 1944 in die SS-Sonderformation Dirlewanger überstellt. Als Teil der Truppe werden sie nicht mehr unter dem Begriff Funktionshäftling gefasst.